# Abrămuț
Abrămuț (maďarsky Vedresábrány) je rumunská obec v župě Bihor. Žije zde přibližně 3 100 obyvatel. V roce 2011 se 55 % obyvatel hlásilo k maďarské národnosti. Obec se skládá ze čtyř částí.

## Části obce
- Abrămuț – 425 obyvatel
- Crestur – 527 obyvatel
- Făncica – 262 obyvatel
- Petreu – 1 866 obyvatel